# Philibert de Bruillard
Philibert de Bruillard (Digione, 12 settembre 1765 – Corenc, 15 dicembre 1860) è stato un vescovo cattolico francese.

## Biografia
Sestogenito di una coppia di modeste condizioni economiche, studiò sotto i sulpiziani di Parigi e fu ordinato prete nel 1789.
Durante la Rivoluzione accompagnava il carro dei condannati a morte per assolverli segretamente prima che venissero ghigliottinati.
Fu direttore spirituale di Maddalena Sofia Barat, fondatrice delle Società del Sacro Cuore di Gesù.
Eletto vescovo di Grenoble nel 1826, nel 1851 proclamò l'autenticità dell'apparizione della Vergine a La Salette e nel 1852 fondò la congregazione dei Missionari di Nostra Signora di La Salette.

## Genealogia episcopale e successione apostolica
La genealogia episcopale è:
- Cardinale Scipione Rebiba
- Cardinale Giulio Antonio Santori
- Cardinale Girolamo Bernerio, O.P.
- Arcivescovo Galeazzo Sanvitale
- Cardinale Ludovico Ludovisi
- Cardinale Luigi Caetani
- Cardinale Ulderico Carpegna
- Cardinale Paluzzo Paluzzi Altieri degli Albertoni
- Papa Benedetto XIII
- Papa Benedetto XIV
- Papa Clemente XIII
- Cardinale Giovanni Francesco Albani
- Cardinale Carlo Rezzonico
- Cardinale Antonio Dugnani
- Arcivescovo Jean-Charles de Coucy
- Cardinale Gustave-Maximilien-Juste de Croÿ-Solre
- Vescovo Denis-Antoine-Luc de Frayssinous
- Vescovo Philibert de Bruillard

La successione apostolica è:
- Vescovo Pierre Chatrousse (1840)